# Zygodon laxifolius
Zygodon laxifolius är en bladmossart som beskrevs av Thériot 1922. Zygodon laxifolius ingår i släktet ärgmossor, och familjen Orthotrichaceae. Inga underarter finns listade i Catalogue of Life.